# Браунштейн, Александр Евсеевич
Алекса́ндр Евсе́евич Браунште́йн (13 (26) мая 1902 года, Харьков, Российская империя — 1 июля 1986 года, Москва, СССР) — советский биохимик, академик АН СССР (1964), академик АМН СССР (1945). Герой Социалистического Труда (1972). Брат офтальмолога Н. Е. Браунштейна (1898—1967).

## Биография
Родился 13 (26) мая 1902 года в Харькове, в семье профессора-офтальмолога Е. П. Браунштейна (1864—1926) и Марии Григорьевны Замковской. В 1925 году окончил Харьковский медицинский институт.
Научная деятельность А. Е. Браунштейна началась в 1925 году в Москве в Институте биохимии Наркомздрава, где он учился в аспирантуре под научным руководством В. А. Энгельгардта.
В 1928 году защитил кандидатскую диссертацию, посвященную взаимоотношениям гликолиза и обмена фосфатов в красных кровяных тельцах.
В 1928—1935 годах старший научный сотрудник Биохимического института НКЗ СССР и Центрального государственного института профзаболеваний.
В 1936—1960 годах заведующий лабораториями во Всесоюзном институте экспериментальной медицины и в Институте биологической и медицинской химии АМН СССР.
С 1960 года заведующий лабораторией в ИМБАН.
Был одним из академиков АН СССР, подписавших в 1973 году письмо учёных в газету «Правда» с осуждением «поведения академика А. Д. Сахарова». В письме Сахаров обвинялся в том, что он «выступил с рядом заявлений, порочащих государственный строй, внешнюю и внутреннюю политику Советского Союза», а его правозащитную деятельность академики оценивали как «порочащую честь и достоинство советского ученого».
В 1974 году был избран иностранным членом Национальной академии наук США.
В 1952 году выдвигался на Нобелевскую премию по химии, но так и не получил её. По оценкам исследователей истории науки, А. Е. Браунштейн относится (наряду с В. А. Энгельгардтом, Г. П. Георгиевым, А. С. Спириным, А. М. Оловниковым) к российским ученым-биохимикам, которые могли бы быть удостоены, но не были удостоены Нобелевской премии за свои исследования.

Могила Браунштейна

Скончался А. Е. Браунштейн 1 июля 1986 года. Похоронен в Москве на Кунцевском кладбище.

## Научная деятельность
Основные труды по обмену аминокислот и химии ферментов.
В 1937 году открыл реакции переаминирования (совместно с М. Г. Крицман) и другие биохимические превращения аминокислот, обосновал первостепенную роль переаминирования в процессах ассимиляции и диссимиляции азота.
В 1952 году обнаружил участие витамина B6 во многих превращениях аминокислот. Разработал (совместно с М. М. Шемякиным) общую теорию действия ферментов, содержащих этот витамин (1952—1953).
Совместно с Ю. А. Овчинниковым и сотрудниками расшифровал (1971) первичную структуру фермента аспартат-трансаминазы.

### Научные труды
- Образование аминокислот путём интермолекулярного переноса аминогруппы, «Биохимия», 1937, т. 2, вып. 2 (совм. с М. Г. Крицман);
- Биохимия аминокислотного обмена, М., 1949;
- Теория процессов аминокислотного обмена, катализируемых пиридоксалевыми энзимами, «Биохимия», 1953, т. 18, вып. 4 (совм. с M. M. Шемякиным);
- Витамины группы В и процессы обмена аминокислот (Доклад…), «Украинский биохимический журнал», 1955, т. 27, № 4;
- Главные пути ассимиляции и диссимиляции азота у животных, «Баховские чтения», М.: 1957, т. 12;
- Pyridoxal Phosphate, в кн.: The Enzymes, v. 2, N. Y. — L., 1960;
- Процессы и ферменты клеточного метаболизма. М.: Наука, 1987. 552 с.;
- На стыке химии и биологии. — М.: Наука, 1987. — 239 с.

## Награды и премии
- Герой Социалистического Труда (6 июня 1972)
- Ленинская премия (1980) — за цикл работ «Биологические функции, структура и механизм действия ферментов метаболизма аминокислот» (1949—1978)
- Сталинская премия II степени (13 марта 1941) — за научную работу «Образование и распад аминокислот путём интермолекулярного переноса аминогруппы» (1937—1940)
- орден Ленина (6 июня 1972)
- три ордена Трудового Красного Знамени
- медали